# Samostan Quedlinburg
Samostan Quedlinburg (nemško Stift Quedlinburg or Reichsstift Quedlinburg) je bila hiša posvetnih kanonistk (Frauenstift) v Quedlinburgu na ozemlju današnje Saški - Anhaltu v Nemčiji. Ustanovljena je bila leta 936 na pobudo svete Matilde, vdove vzhodnofrankovskega kralja Henrika Ptičarja, v njegov spomin. Več stoletij je uživalo to mesto in njegove opatinje velik ugled in vpliv. Samostan Quedlinburg je bil cesarska posest in eden od približno štiridesetih samoupravnih cesarskih samostanov Svetega rimskega cesarstva. Ukinjen je bil leta 1802/3. Cerkev, znana kot samostanska cerkev svetega Servacija, zdaj uporablja luteranska evangeličanska cerkev v Nemčiji.
Grad, samostan, cerkev in okoliške stavbe so izjemno dobro ohranjeni in so mojstrovine romanske arhitekture. Posledično in zaradi njihovega zgodovinskega pomena so bile stavbe leta 1994 vpisane na Unescov seznam svetovne dediščine.

## Zgodovina
Samostan Quedlinburg jena grajskem hribu Quedlinburg leta 936ustanovil kralj Oton I. Veliki, na zahtevo svoje matere kraljice Matilde, kasneje kanonizirane kot sveta Matilda, v čast njenega pokojnega moža, Otonovega očeta, kralja Henrika Ptičarja in kot njegov spomenik. Henrik je bil tukaj pokopan, tako kot Matilda.
"Kaiserlich freie weltliche Reichsstift Quedlinburg" ("Svobodna posvetna cesarska opatija Quedlinburg"), kot je bil njen polni slog do njene razpustitve leta 1802, je sestavljala lastniška cerkev cesarske družine, ki ji je bil priključen kolegij posvetnih kanonistkv (Stiftsdamen), skupnost neporočenih hčera visokega plemstva in vladarskih hiš, ki so šle v samostan a niso postale nune. Največje in najvidnejše ustanove te vrste so bile Essenski samostan, samostan Gandersheim, samostan Gernrode, Kölnski samostan in samostan v Herfordu, v slednjem je mlado kraljico Matildo vzgojila babica, opatinja. S prizadevanji kraljice Matilde je samostan Quedlinburg postal eno izmed šolskih središč zahodne Evrope.
Zahvaljujoč svojim cesarskim povezavam je nova fundacija pritegnila bogate donacije in je kmalu postala bogata in uspešna skupnost. Cerkveno je bil samostan izvzet iz jurisdikcije pristojne škofije, škofa iz Halberstadta in ni bil podvržen nobenemu nadrejenemu, razen papežu. Škofje iz Halberstadta so bili ves čas vpleteni v spor z opatinjami, saj so trdile, da imajo duhovno jurisdikcijo nad opatijo na podlagi podrejenosti žensk moškim.
Opatinja je imela, kot vodja cesarskega samostana, sedež in glas v cesarskem zboru. Sedela je na klopi prelatov Porenja cerkvene klopi kolegija vladajočih knezov.
Med reformacijo je samostan postal protestantski pod opatinjo Ano II. (grofico Stolberg). V času nemške mediatizacije leta 1802 in 1803 je bil cesarski samostan sekulariziran, njegovo ozemlje, posesti in podložnike pa je prevzelo kraljestvo Prusija kot kneževina Quedlinburg. Med letoma 1807 in 1813 je pripadal kratkotrajni francoski marionetni državi Kraljevini Vestfaliji.

## Donacije

### Ozemlja
V prvih desetletjih po ustanovitvi je bila skupnost nagrajena s številnimi zemljiškimi darovi, zlasti od cesarske družine. Njihove so bile tudi vse poznejše posesti (tj. prej neobdelana zemlja) v neposredni bližini, poleg tega pa so pridobili veliko bolj oddaljene posesti, kot je 170 kilometrov oddaljeni Soltau, ki ga je leta 936 podaril Oton I.
Med drugim premoženjem je imel samostan tudi naslednje:
- Cerkev svetega Mihaela ob jami Volkmarskeller (blizu Blankenburga na Harzu) je leta 956 podaril Oton I. (kasneje jo je opatinja Beatrix II. zamenjala za samostan Michaelstein)
- Leta 974 je bila pridobljena krajina Duderstadt v jugovzhodni Spodnji Saški, ki jo je samostan posedoval 262 let. Vas Breitenfeld bei Duderstadt je pripadala samostanu do razpustitve. [11]
- 3. julija 993 je cesar Oton III. izvršil darilo, s katerim je podelil lastništvo Potsdama, o katerem je to prvi dokumentarni zapis. Dejanje označuje prelomnico v boju za pridobitev ozemlja vzhodno od Labe, od koder je vzhodno frankovsko gospostvo zavrnilo slovanski upor leta 983.
- Leta 999 je provinca Gera prišla v roke samostana. Leta 1209 je opatinja imenovala upravitelja Weida za upravljavca ozemlja.
- Darovi cesarja Otona I.: leta 936 25 posestev; leta 937 dve posesti; leta 944 eno posestvo; leta 946 dve posesti; leta 954 eno posestvo; leta 956 11 posestev in leta 961 sedem posestev.
- Darila cesarja Otona II.: leta 974 in leta 979 eno posestvo; leta 985 pet posestev.
- Darila cesarja Otona III.: leta 992 tri posesti; leta 993 dve posesti; leta 995 štiri posesti; leta 999 eno posestvo.
- Kasnejše pridobitve so obsegale več kot 150 posestev. [12]

### Zakladnica
Samostan je dobil tudi številne darove dragocenih knjig, rokopisov in liturgičnih predmetov, ki so bili shranjeni v zakladnici. Nemška komisija za UNESCO opisuje zaklad kot »najbolj dragocen srednjeveški cerkveni zaklad« poleg Aachna in Halberstadta.
Ob koncu druge svetovne vojne je nekaj najbolj dragocenih predmetov ukradel ameriški vojak Joe Tom Meador, vključno z relikviarijem svetega Servacija, iz časa Karla Plešastega; Samuhelov Evangeliarij iz 9. stoletja (Samuhel Evangeliar), tiskan Evangeliarij svetega Wiperta (Evangelistar aus St Wiperti) iz leta 1513 in liturgični slonokoščen glavnik. Ukradeni predmeti so se ponovno pojavili leta 1987 in bili po številnih sodnih postopkih leta 1993 vrnjeni cerkvi.
Najslavnejši iluminirani rokopis, povezan z mestom, fragment Quedlinburg Itala iz 5. stoletja, ki je bil nekoč v cerkvi, je bil premaknjen v muzej v Berlinu in ni bil ukraden. Fragment Quedlinburg Itala (Berlin, Staatsbibliothek Preussischer Kulturbesitz, Cod. theol. lat. fol. 485) je fragment šestih listov iz velikega iluminiranega rokopisa iz 5. stoletja starolatinskega prevoda Itala delov Prve Samuelove knjige Stare zaveze. Verjetno so ga izdelali v Rimu v letih 420 ali 430. Je najstarejši ohranjeni ilustrirani svetopisemski rokopis in je od leta 1875 do 1876 v Berlinski državni knjižnici. Strani so velike približno 305 x 205 mm.
Fragmente so našli od leta 1865 dalje (dva leta 1865, dva leta 1867, enega leta 1887) in jih ponovno uporabili v vezavah različnih knjig, ki so bile vezane v 17. stoletju v mestu Quedlinburg, kjer je bil velik cesarski samostan, kjer je rokopis verjetno preživel velik del svojega življenja.
- Quedlinburg Itala 1 Kralji poglavje 15
- ++Quedlinburg Itala fragment ilustracije besedila poglavja 15 prve Samuelove knjige

## Anali
Samostan je znan tudi kot dom Quedlinburških analov (latinsko Saxonicae Annales Quedlinburgenses, nemško Quedlinburger Annalen)), ki se je začela leta 1008 in končala leta 1030 v samostanu, zelo verjetno pa jih je napisala pisateljica. 
Quedlinburg je bil glede na njegove povezave s cesarsko družino in bližino Magdeburga, cesarskega središča, zelo primeren za zbiranje informacij o aktualnih političnih zadevah. Anali se večinoma ukvarjajo z zgodovino Svetega rimskega cesarstva.

## Cerkvena stavba
Samostanska cerkev se včasih v nemščini imenuje Quedlinburger Dom (stolnica v Quedlinburgu), čeprav nikoli ni bil sedež škofa. Posvečena je svetemu Servaciju iz Tongerena in svetemu Denisu in je pomembna romanska stavba.

### Zgodovina stavbe
Gradnja triladijske bazilike na ostankih treh predhodnic se je začela pred letom 997 in končala leta 1021. Neposredna predhodnica, v kateri je bil Henrik I. prvotno pokopan leta 936 pred glavnim oltarjem, je bila majhna triladijska cerkev z ozkima stranskima ladjama. Leta 961 so ostanke svetega Servacija pripeljali iz Maastrichta v Quedlinburg.
Bazilika je bila posvečena leta 997. Požar leta 1070 je povzročil hudo škodo. Stavba je bila obnovljena v prvotni obliki, in ponovno posvečena leta 1129 v navzočnosti Lotarja III. Cerkev vsebuje arhitekturno posebnost, znano kot niedersächsischer Stützenwechsel (spodnjesaško menjavanje slopov in stebrov).
Kasnejše spremembe so vključevale nov kor (okoli 1320), južno steno transepta (1571) in južno steno ladje (1708).
V letih 1863–82 so bila opravljena pomembna obnovitvena dela. Zahodni stolpi so bili obnovljeni. V tem času je bila dodana tudi prižnica, kripta pa je dobila novo pročelje. Leta 1936–9 je bil kor spremenjen, da bi bil bolj primeren kot nacistično svetišče. Gotska stavba je bila notranje vrnjena v romanski slog. Cerkev je bila ponovno posvečena leta 1945; obnovitvena dela na nekaterih delih cerkve potekajo vse do danes.

### Danes
Uporablja jo luteranska evangeličanska cerkev v Nemčiji.
Od leta 1994 je cerkev na Unescovem seznamu svetovne dediščine. Je tudi določena postaja na turistični poti Romanska cesta.

### Grobnice
Henrik Ptičar, nemški kralj in njegova žena Matilda sta pokopana v kripti cerkve. Pod nacisti je Heinrich Himmler, SS raichsführer, večkrat prišel v Quedlinburg, da je imel v kripti slovesnost ob obletnici kraljeve smrti 2. julija. Začelo se je leta 1936, 1000 let po Henrikovi smrti. Himmler ga je imel za »prvega nemškega kralja« in njegovo grobnico razglasil za mesto romanja za Nemce. Leta 1937 so bili kraljevi ostanki ponovno spravljeni v nov sarkofag. 
Druge grobnice: 
- Adelaide I., opatinja, princesa iz Otonske dinastije
- Beatrice I. Frankonska, opatinja, hči cesarja hči cesarja Henrika III.
- Adelaide II. Salijska, opatinja, hči cesarja Henrika III.